# 대전대문초등학교
대전대문초등학교는 대한민국 대전광역시 중구에 있는 공립 초등학교이다.

## 학교 연혁
- 1980. 09. 04 개교(대전문화초등학교에서 분리: 20학급)
- 1993. 11. 02 동부교육청 지정 국어과 연구발표
- 1996. 11. 06 동부교육청 지정 특활영어 시범 운영 보고
- 1998. 06. 26 영어과 시범학교 운영(시지정)
- 2000. 03. 01 환경교육 시범학교 2년차 운영(시지정)
- 2000. 11. 10 학교보건교육 정책 연구학교 운영 보고(교육부 지정)
- 2014. 02. 14 제33회 졸업(총 졸업생 6,105명)
- 2014. 03. 01 23학급 편성(특수 2학급 포함)
- 2014. 03. 01 수학교육 연구학교 운영(시지정)
- 2015. 02. 17 제34회 졸업(총 졸업생 6,181명)
- 2015. 03. 01 23학급 편성(특수 2학급 포함)

## 참고 자료
- 대전대문초등학교 - 한국교육학술정보원 학교알리미